# Bataille de l'Èbre
Cet article concerne la bataille de la Guerre civile espagnole. Pour la bataille de la deuxième guerre punique, voir Bataille de l'Èbre (217 av. J.-C.). Pour les autres significations, voir Èbre (homonymie).
Guerre d'Espagne
La bataille de l'Èbre est le plus vaste des combats qui furent livrés durant la guerre d'Espagne entre les forces républicaines et les insurgés nationalistes. Elle se déroula dans la basse vallée de l'Èbre, entre le 25 juillet et le 16 novembre 1938. Ce fut la dernière grande offensive des républicains, mais elle se solda par un échec tactique et stratégique, qui précipita la fin de la guerre.

## Contexte
Au début de l'année 1938, le camp républicain est en difficulté : les régions basques sont tombées, le POUM détruit par la répression du PCE. Pour beaucoup de gouvernements étrangers ce n'est qu'une question de temps avant que la guerre ne soit résolue en faveur des nationalistes. Après la perte de Teruel par les troupes républicaines le 20 février 1938, les troupes nationalistes lancent l'offensive d'Aragon et le 15 avril suivant atteignent la Méditerranée en prenant la ville de Vinaròs (Castellón), coupant en deux le territoire restant aux mains des troupes républicaines. Les troupes qui se sont retirées de Teruel et des autres points du sud de l'Aragon se sont repliées sur la rive gauche de l'Èbre. Mais même dans ces conditions, la pression exercée par les nationalistes sur Valence et le Levant méditerranéen se fait insupportable, car ils essaient par tous les moyens d'élargir leurs positions entre les deux zones républicaines.
Le général Vicente Rojo, chef de l'état-major central républicain, projette de lancer une vaste opération, afin de distraire l'attention des nationalistes de Valence, et ainsi soulager le Levant. Le plan de Rojo consiste à lancer par surprise une offensive massive sur les forces nationalistes qui stationnent sur la rive droite de l'Ebre. Cela suppose l'extension du conflit sur un front long de plus de 60 kilomètres, entre les localités de Mequinenza (dans la province de Saragosse) au nord, à Amposta (dans la province de Tarragone) au sud.
L'opération est tout à fait ambitieuse et audacieuse - et d'autant plus surprenante pour l'adversaire - que les fleuves à fort débit comme l'Èbre étaient considérés généralement par les militaires comme des barrières infranchissables. Sur le plan de la politique internationale, cette opération est appuyée par le Premier ministre Juan Negrín, qui veut montrer aux puissances européennes démocratiques (en particulier la France et le Royaume-Uni) que l'issue de la guerre n'est encore nullement décidée.

## Forces en présence

### Camp républicain
Du côté républicain, les forces qui interviennent dans les opérations sont réunies au sein du Groupe autonome de l'Èbre (es) (en espagnol : Agrupación Autónoma del Ebro, AAE). Il devient par la suite l'armée de l'Èbre (en espagnol : Ejército del Ebro) qui compose, avec l'armée de l'Est, le Groupe des armées de la région orientale (en espagnol : Grupo de Ejércitos de la Región Oriental, GERO).
L'armée de l'Èbre est placée sous le commandement du lieutenant-colonel des milices Juan Guilloto León « Modesto ». Elle regroupe environ 100 000 hommes, dont certaines des unités parmi les plus expérimentées de l'armée républicaine, parmi lesquels les brigadistes polonais du bataillon Dombrowski, dont l'avocat Tadeusz Oppman et Marcel Kolorz, ainsi que la compagnie « Naftali Botwin », composée de Juifs polonais, hongrois et tchécoslovaques. L'isolement de la Catalogne a cependant poussé les autorités militaires à faire appel à des recrues plus jeunes, âgées de 16 ou 17 ans, et sans expérience du combat, de la classe 1941 : c'est la « classe du biberon » (en espagnol : Quinta del biberón).
On dénombre les unités suivantes :
- le Ve corps d'armée (es), installé à Salou, placé sous les ordres du lieutenant-colonel Enrique Líster, et composé de ;
  - la 11e division, formée par les 1re, 9e et 100e brigades mixtes, et commandée par le major Joaquín Rodríguez López (es) ;
  - la 45e division internationale, formée par les XIIe, XIVe et 101e brigades internationales, et commandée par le lieutenant-colonel Hans Kahle ;

Drapeau de la, créée en 1937 et combattant sur les fronts de Belchite, Aragon, Èbre et de Catalogne (musée de Tabar, Navarre).

  - la 46e division, formée par les 10e, 37e et 101e brigades, et commandée par le lieutenant-colonel Valentín González « El Campesino ».

- le XIIe corps d'armée (es), installé à La Bisbal de Falset, placé sous les ordres du lieutenant-colonel Etelvino Vega, et composé de ;
  - la 16e division, formée par les 23e, 24e et 149e brigades, et commandée par le major Manuel Mora Torres (es) ;
  - la 44e division, formée par les 140e, 144e et 145e brigades, et commandée par le major Ramón Pastor Llorens (es) ;
  - la 56e division, formée par les 3e, 56e et 179e brigades, et commandée par le lieutenant-colonel Ricardo Gómez García (es).

- le XVe corps d'armée (es), placé sous les ordres du lieutenant-colonel Manuel Tagüeña, et composé de ;
  - la 3e division, formée par les 31e, 33e et 60e brigades mixtes, et commandée par le major Esteban Cabezos Morente (es) ;
  - la 35e division internationale, formée par les XIe, XIIIe et XVe brigades internationales, et commandée par le major Pedro Mateo Merino (es) ;
  - la 42e division, formée par les 59e, 226e et 227e brigades, et commandée par le major Manuel Álvarez Álvarez (es).

Elles reçoivent l'appui de diverses unités du XVIIIe corps d'armée, ainsi que du 3e régiment de cavalerie, un groupe d'artillerie antiaérienne, une section de chars et d'importants moyens du génie :
- le XVIIIe corps d'armée, placé sous les ordres du lieutenant-colonel José del Barrio, et composé de ;
  - la 27e division, formée par les 122e, 123e et 124e brigades, et commandée par le major des milices Marcelino Usatorre (es) ;
  - la 43e division, formée par les 72e, 102e et 130e brigades, et commandée par le lieutenant-colonel Antonio Beltrán Casaña « el Esquinazau »  ;
  - la 60e division, formée par les 84e, 95e et 224e brigades, et commandée par le major des milices Manuel Ferrándiz Martín.

### Camp nationaliste
Du côté des nationalistes, les forces qui prennent part au combat sont les 98 000 hommes du corps d'armée marocain, commandés par le général Juan Yagüe. Les principales divisions sont la 13e, 40e, 50e et 105e divisions. Excepté la 50e, formée de soldats de remplacement, elles sont composées de troupes aguerries au combat : légionnaires, réguliers indigènes et mercenaires des territoires d'Ifni et du Sahara ou volontaires des milices phalangistes et carlistes.
Face à la dureté des combats, ces troupes sont ensuite soutenues par le corps d'armée du Maestrazgo, placé  sous le commandement du général Rafael García Valiño. Ces troupes se trouvent déployées sur toute la rive droite de l'Èbre, depuis le Sègre jusqu'à la Méditerranée.

## Déroulement de la bataille

### L'offensive républicaine (juillet-août 1938)

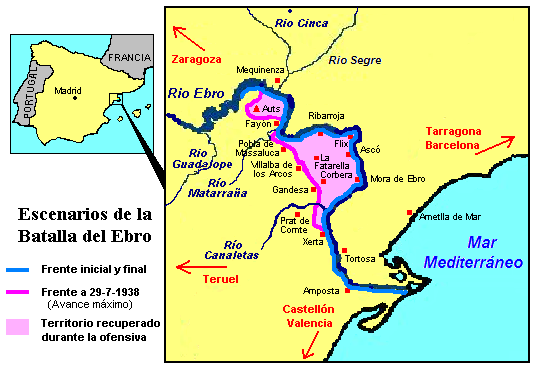
Carte de la bataille de l'Ebre. Trait bleu : Front initial et final. Trait rose : Front au 29 juillet 1938 (avancée maximale). Couleur rose : Zone des combats.

Avec un jour de retard sur le plan prévu, l'offensive commence le 25 juillet, peu après minuit, lorsque les forces républicaines dirigées par le colonel Juan Modesto lancent l'attaque de l'autre côté du fleuve Èbre. Elle se déroule sur trois fronts différents :
- le premier, le plus important, correspond au coude de l'Èbre, entre Riba-roja d'Ebre, Flix et Ascó : c'est là que combattent les Ve et XVe corps d'armée de Líster et Tagüeña. Après avoir traversé le fleuve et avec le soutien de l'artillerie, ils avancent rapidement et, bien que manquant de transport mécanisé, atteignent et occupent en quelques jours les sierras de la Fatarella, de Pàndols et de Cavalls. Le 29 juillet ils atteignent les points extrêmes de leur avancée.
- le deuxième sert à détourner l'adversaire du front principal. Les 9 500 hommes de la 42e division attaquent au nord, entre Mequinenza et Fayón : ils arrivent à établir une tête de pont mais, par manque de soutien de l'aviation et de l'artillerie, ils n'arrivent pas à prendre Fayón et Mequinenza, ce qui les isole du front principal. Ils atteignent cependant les hauteurs des Auts, coupant la route qui relie les deux villages.
- le troisième sert également à détourner l'adversaire : la 45e division est chargée du secteur sud près d'Amposta. Mais les nationalistes réagissent avec vigueur et infligent de lourdes pertes à la division.

Cependant, l'approvisionnement et la traversée du fleuve par les renforts deviennent problématiques. En effet, les armées nationalistes reçoivent l'appui de la Légion Condor qui attaque systématiquement les lieux de franchissement de l'Èbre, sans que l'aviation républicaine ne réplique avant plusieurs jours. De plus, les nationalistes, renseignés par un ingénieur de la compagnie hydroélectrique, ouvrent les vannes des barrages de Tremp et de Camarasa, sur le cours supérieur de l'Èbre dans la province de Lérida. Elle provoque une soudaine crue du fleuve qui, charriant même des troncs chargés d'explosifs par les nationalistes, emporte hommes, camions et passerelles.
Au début du mois d'août, le front court de Mequinenza à Fayón, Vilalba dels Arcs, Gandesa, Bot et Prat de Comte. En revanche, les républicains échouent à s'emparer de Gandesa qui, étant un important nœud de communication, était un de leurs objectifs prioritaires. La bataille pour ce village devient pour les franquistes, qui jettent dans le combat tous les moyens terrestres et aériens disponibles, le symbole de l'arrêt de l'avance républicaine. Les républicains sont alors forcés de fortifier le front, afin de faire face à la contre-offensive malgré leur infériorité de moyens. Pour protéger leurs positions sur l'Èbre, ils franchissent le Sègre.

### La contre-offensive nationaliste (août-novembre 1938)

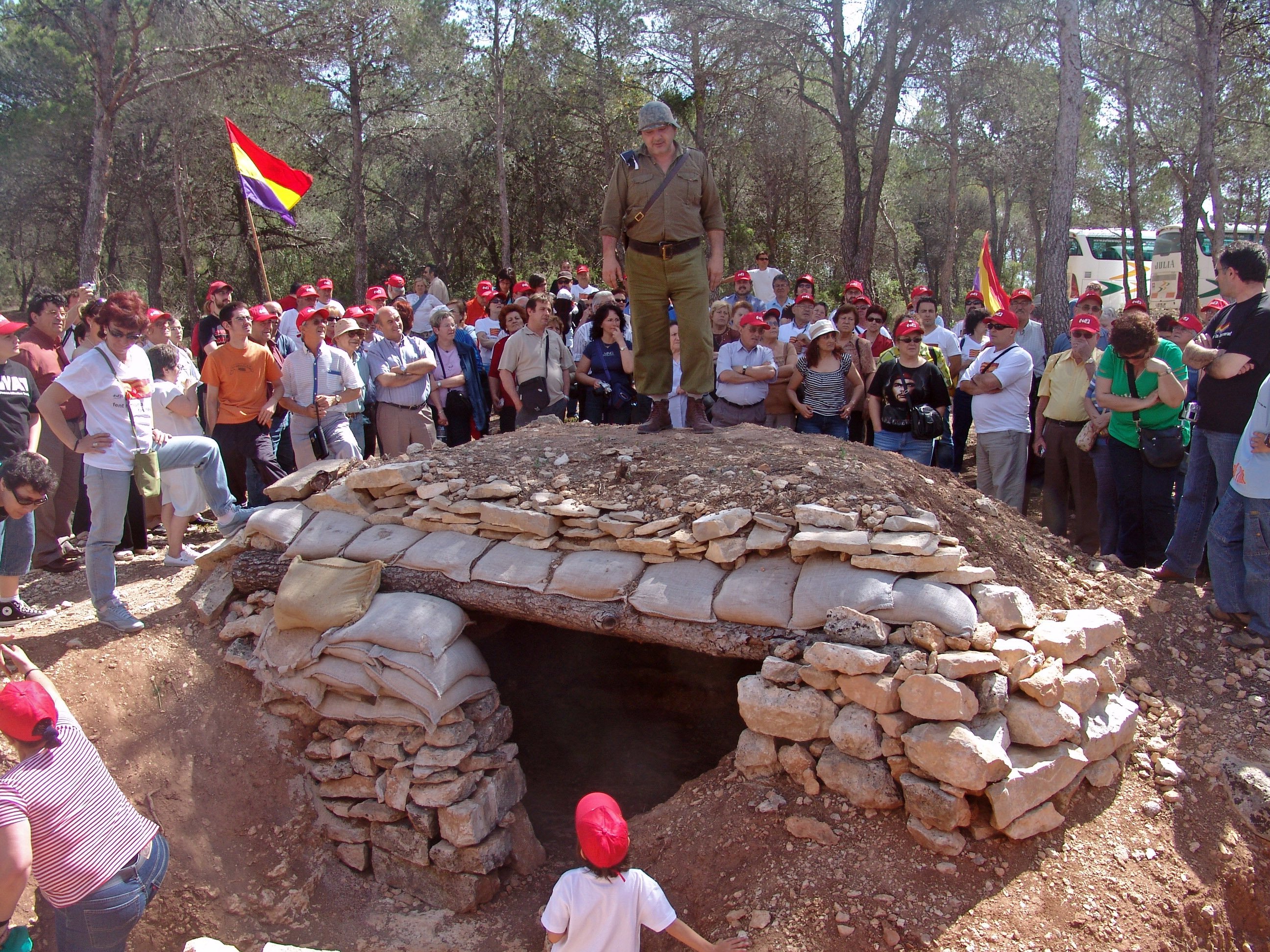
Bunker républicain durant la bataille de l'Èbre (rassemblement républicain de l'EuiA à Corbera d'Ebre en 2006).

C'est alors une véritable guerre de position que se livrent les deux camps, avec des assauts frontaux qui échouent mais en infligeant des pertes sévères à chacun. Les combats se concentrent d'abord sur la sierra de Magdalena (14 août), dont ils délogent les républicains. Puis Yagüe lance ses troupes sur le mont Gaeta, mais les républicains, d'abord forcés de se replier, reprennent position le 22 septembre. 
Le 23 septembre, dans l'espoir d'obtenir un changement des puissances étrangères sur leur décision de non-intervention, Juan Negrín et son gouvernement décident de retirer du combat les Brigades internationales. Parallèlement, et à la suite d'un accord international visant à retirer toutes les troupes étrangères du conflit, les nationalistes décident de renvoyer les soldats italiens et allemands qui se battent à leurs côtés. Mais ils continuent de recevoir de leurs alliés des approvisionnements d'armements, même s'ils sont à présent acheminés par des soldats nationalistes espagnols. La situation sur le terrain s'en ressent, car l'armée républicaine, pour compenser cette soudaine défection, ne peut faire appel qu'à de nouvelles jeunes recrues inexpérimentées en Catalogne. 
Les combats tournent en faveur des nationalistes, qui repoussent peu à peu les républicains. Le 2 octobre, les divisions de Navarre occupent les hauteurs de la sierra de Lavall de la Torre et atteignent Venta de Camposines. Le 31 octobre, ils s'emparent de la sierra de Cavalls et les jours suivants de la sierra de Pàndols, où se situe le dernier grand combat aérien de la guerre. Entre le 7 et le 13 octobre, les nationalistes avancent jusqu'à Mora de Ebro, Venta de Camposines et La Fatarella. Malgré sa tenace résistance, la déroute de l'armée républicaine se fait chaque jour plus évidente.
Les républicains commencent alors les préparatifs pour pouvoir se retirer en ordre. Au soir du 15 novembre, sous les ordres de Manuel Tagüeña, tout est préparé pour traverser en sens inverse l'Èbre à Flix. Le 16, à 4h30 du matin, alors que les derniers soldats ont franchi le fleuve, Taguëña ordonne de faire sauter le pont de fer, mettant un point final à la bataille de l'Èbre.

## Conséquences

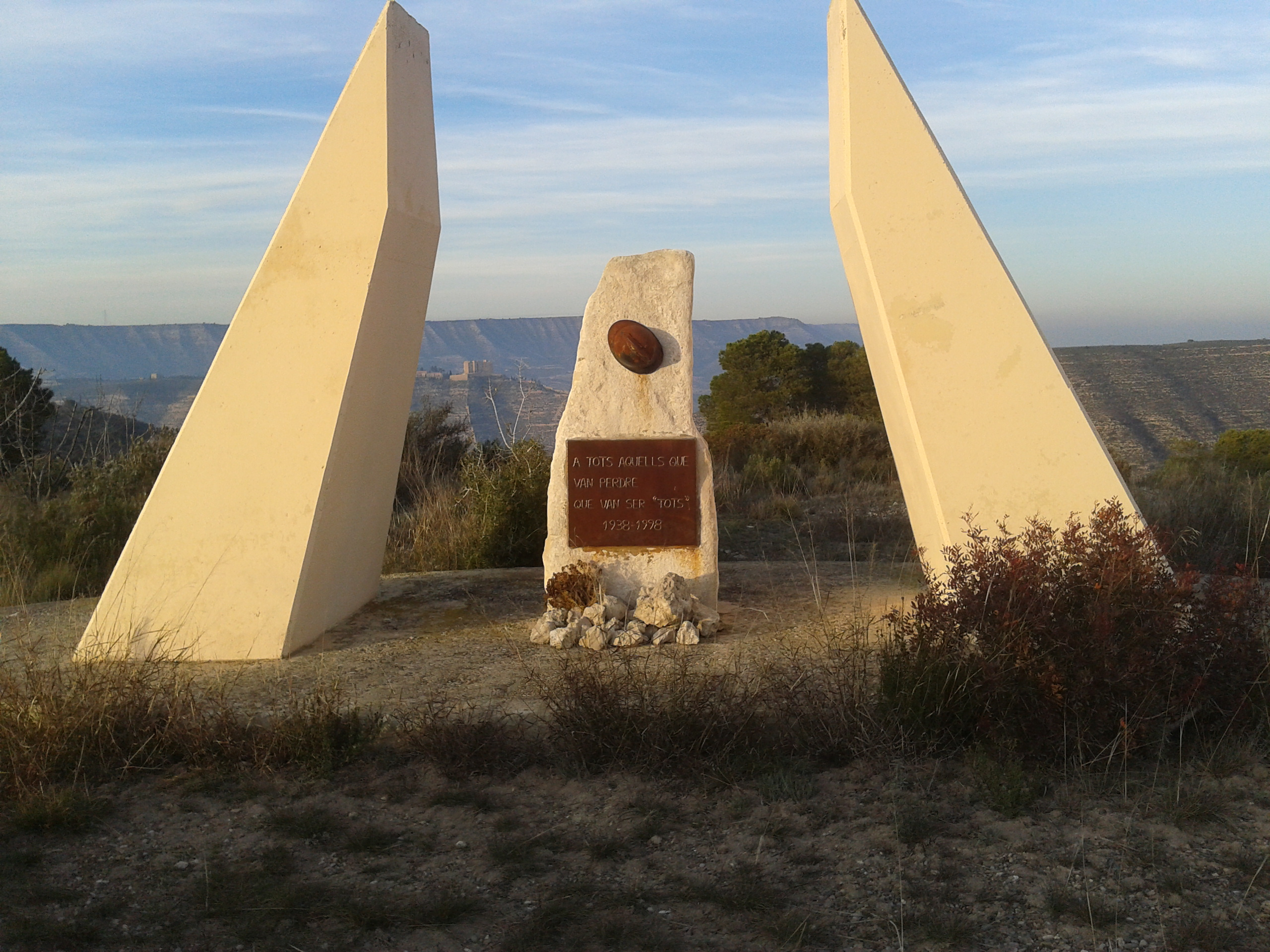
Monument aux morts de la Bataille de l'Èbre sur Mequinenza (Aragón).

Malgré les fournitures d'armement, de munitions, d'avions, de chars, de carburant, de pièces de rechange et de nourriture en provenance d'URSS, les révolutionnaires durent accepter leur défaite face aux insurgés, qui purent bénéficier depuis le début du conflit du soutien logistique de l'Allemagne nazie et de l'Italie fasciste (fournitures d'armements, corps expéditionnaire).
À la fin de la bataille de l'Èbre, l'armée républicaine s'est repliée sur ses positions de départ, mais après quatre mois de combats acharnés, elle s'est trouvée très affaiblie et décimée. De plus, la frontière française, par laquelle transitaient armes et combattants, fut sévèrement fermée. Le camp de la République ne cessera de perdre du terrain et s'effondra totalement quatre mois à peine après la bataille de l'Èbre.